# Стаич, Васа
Васа Стаич (серб. Васа Стајић; 10 февраля 1878, Мокрин, Кикинда — 10 февраля 1947, Нови-Сад, Югославия) — югославский и сербский философ, писатель, переводчик, юрист, учёный, просветитель, редактор и общественный деятель.
Одна из самых видных фигур сербской истории. Умеренный сербский патриот, защитник мультикультурализма Воеводины, борец против национальной исключительности в Югославии.

## Биография

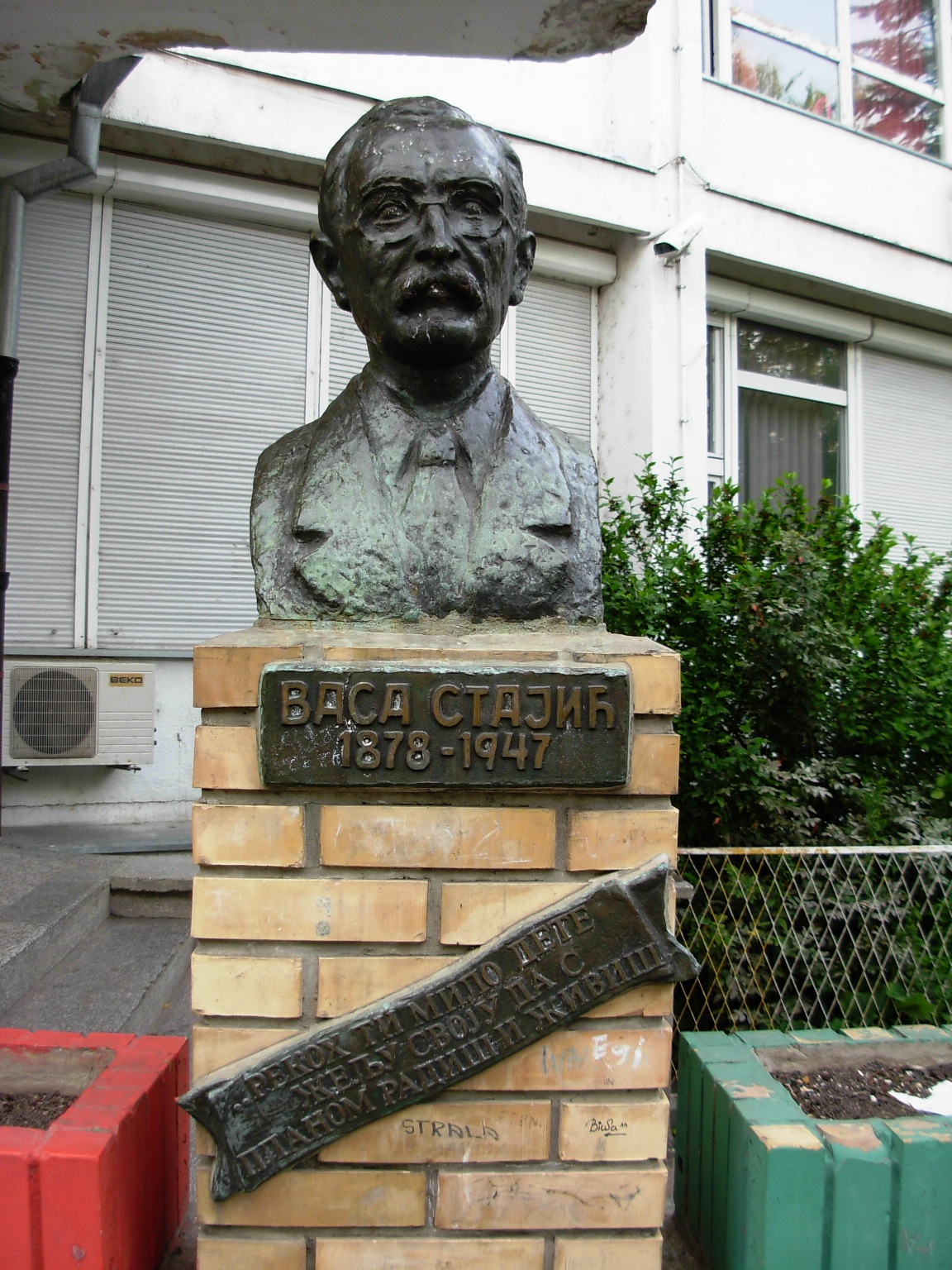
Бюст Васы Стаича в Нови-Саде

Изучал право и философию в университетах Будапешта, Парижа и Лейпцига, с 1902 — дипломатию в Будапеште.
С юности увлекся социалистическими идеями. Пропагандировал их. Был одним из руководителей сербского национального реформистского движения, объединявшего интеллигенцию Воеводины.
Издавал журналы «Нови Србин» и «Српска просвета». Подвергался преследованиям и неоднократно арестовывался и находился в заключении.
Избирался секретарем и председателем сербского культурного общества «Матица сербская». Редактировал «Хроники» (1921 и 1936).

## Творчество
Автор более 20 книг, включая его самую известную эпопею «Новосадске биографије» в шести томах, «Великокикиндски дистрикт» и другие.
Им опубликовано более 100 философских, научно-исследовательских работ и статей.
После Второй мировой войны был избран пожизненным председателем общества «Матица сербская».
В Сербии его называют «Апостолом Воеводины».